# Chip Robinson
Chip Robinson (ur. 29 marca 1954 roku w Middlesex) – amerykański kierowca wyścigowy.

## Kariera
Robinson rozpoczął karierę w międzynarodowych wyścigach samochodowych w 1983 roku od startów w wyścigu Amerykańskiej Formule Super Vee, gdzie pięciokrotnie stawał na podium. Z dorobkiem 123 punktów uplasował się tam na czwartej pozycji w klasyfikacji generalnej. W późniejszych latach Amerykanin pojawiał się także w stawce IMSA Camel GTP Championship, FIA World Endurance Championship, Champ Car, World Sports-Prototype Championship, 24-godzinnego wyścigu Daytona, International Race Of Champions, 24-godzinnego wyścigu Le Mans oraz 12-godzinnego wyścigu Sebring.